# Stadelhorn
Stadelhorn är ett berg i Österrike, på gränsen till Tyskland.   Det ligger i förbundslandet Kärnten, i den centrala delen av landet, 280 km väster om huvudstaden Wien. Toppen på Stadelhorn är 2 286 meter över havet, eller 1 124 meter över den omgivande terrängen. Bredden vid basen är 15,4 km. Stadelhorn ingår i Reiter Alpe.
Terrängen runt Stadelhorn är huvudsakligen bergig. Närmaste större samhälle är Saalfelden am Steinernen Meer, 17,7 km söder om Stadelhorn. 
I omgivningarna runt Stadelhorn växer i huvudsak barrskog. Runt Stadelhorn är det ganska tätbefolkat, med 116 invånare per kvadratkilometer.